# Xã Coon Valley, Quận Sac, Iowa
Xã Coon Valley (tiếng Anh: Coon Valley Township) là một xã thuộc quận Sac, tiểu bang Iowa, Hoa Kỳ. Năm 2010, dân số của xã này là 187 người.